# Capurodendron sakalavum
Capurodendron sakalavum är en tvåhjärtbladig växtart som beskrevs av Aubrev. Capurodendron sakalavum ingår i släktet Capurodendron och familjen Sapotaceae. Inga underarter finns listade i Catalogue of Life.